# Bigéne
Bigéne (również Bigene) – wieś w Gwinei Bissau, w regionie Cacheu.
Wieś położona na granicy w Senegalem.

## Sektor Bigéne
Sektor o powierzchni 1082 km². zamieszkuje 51412 osób (2009). W granicach sektora znajduje się miasto Ingoré